# Bulbophyllum subapetalum
Bulbophyllum subapetalum är en orkidéart som beskrevs av Johannes Jacobus Smith. Bulbophyllum subapetalum ingår i släktet Bulbophyllum och familjen orkidéer. Inga underarter finns listade i Catalogue of Life.